# Bahnstrecke Bellinzona–Mesocco
| Bahnhof Mesocco um 1970 |                     |                                                              |                                 |
| Streckenlänge: | 31,3 km             |                                                              |                                 |
| Spurweite: | 1000 mm (Meterspur) |                                                              |                                 |
| Stromsystem: | 1500 Volt =         |                                                              |                                 |
| Maximale Neigung: | 60 ‰                |                                                              |                                 |
| Minimaler Radius: | 80 m                |                                                              |                                 |
| |                     |                                                              |                                 |
| \| \| 0,0 \| Bellinzona BM \| 227 m ü. M. \| \| \| 2,0 \| Molinazzo \| 236 m ü. M. \| \| \| \| Gotthardbahn \| \| \| \| \| Moesa I \| \| \| \| 3,5 \| Castione-Arbedo \| 241 m ü. M. \| \| \| 4,2 \| Castione Villaggio \| Castione Villaggio \| \| \| 5,7 \| Lumino \| 258 m ü. M. \| \| \| 6,9 \| Kantonsgrenze Tessin-Graubünden \| Kantonsgrenze Tessin-Graubünden \| \| \| 8,1 \| Valmoesa Werksanschluss \| 262 m ü. M. \| \| \| 9,1 \| S. Vittore \| 275 m ü. M. \| \| \| \| Moesa II (75 m) \| \| \| \| 10,8 \| Roveredo \| 294 m ü. M. \| \| \| \| Moesa III (81 m) \| \| \| \| 11,2 \| S. Antonio \| 302 m ü. M. \| \| \| 12,2 \| Grono Bahnübergang \| 325 m ü. M. \| \| \| 12,7 \| Grono \| 332 m ü. M. \| \| \| 13,3 \| Depot \| Depot \| \| \| 15,2 \| Leggia \| 340 m ü. M. \| \| \| 16,2 \| Cama \| 351 m ü. M. \| \| \| 17,6 \| Piani di Verdabbio \| 367 m ü. M. \| \| \| 18,7 \| Sorte \| 403 m ü. M. \| \| \| 21,4 \| Lostallo \| 423 m ü. M. \| \| \| 23,3 \| Cabbiolo \| 446 m ü. M. \| \| \| 25,4 \| Vigna \| 486 m ü. M. \| \| \| \| Piotta (42 m) \| \| \| \| \| Capella (31 m) \| \| \| \| 28,5 \| Soazza \| 620 m ü. M. \| \| \| \| S. Giovanni (13 m) \| \| \| \| 31,3 \| Mesocco \| 766 m ü. M. \| \| \| \| \| \| \| \| \| ehem. proj. Bernardinobahn[1] nach Thusis (Hinterrhein-Strecke) \| \| \| \| \| \| \| |                     |                                                              |                                 |
| Kopfbahnhof Streckenanfang (Strecke außer Betrieb) | 0,0                 | Bellinzona BM                                                | 227 m ü. M.                     |
| Haltepunkt / Haltestelle (Strecke außer Betrieb) | 2,0                 | Molinazzo                                                    | 236 m ü. M.                     |
| Kreuzung geradeaus oben (Strecke geradeaus außer Betrieb) |                     | Gotthardbahn                                                 | Gotthardbahn                    |
| Brücke über Wasserlauf (Strecke außer Betrieb) |                     | Moesa I                                                      | Moesa I                         |
| Bahnhof (Strecke außer Betrieb) | 3,5                 | Castione-Arbedo                                              | 241 m ü. M.                     |
| Haltepunkt / Haltestelle (Strecke außer Betrieb) | 4,2                 | Castione Villaggio                                           | Castione Villaggio              |
| Haltepunkt / Haltestelle, ehemals Bahnhof (Strecke außer Betrieb) | 5,7                 | Lumino                                                       | 258 m ü. M.                     |
| Grenze (Strecke außer Betrieb) | 6,9                 | Kantonsgrenze Tessin-Graubünden                              | Kantonsgrenze Tessin-Graubünden |
| Dienststation / Betriebs- oder Güterbahnhof (Strecke außer Betrieb) | 8,1                 | Valmoesa Werksanschluss                                      | 262 m ü. M.                     |
| Bahnhof (Strecke außer Betrieb) | 9,1                 | S. Vittore                                                   | 275 m ü. M.                     |
| Brücke über Wasserlauf (Strecke außer Betrieb) |                     | Moesa II (75 m)                                              | Moesa II (75 m)                 |
| Bahnhof (Strecke außer Betrieb) | 10,8                | Roveredo                                                     | 294 m ü. M.                     |
| Brücke über Wasserlauf (Strecke außer Betrieb) |                     | Moesa III (81 m)                                             | Moesa III (81 m)                |
| Haltepunkt / Haltestelle (Strecke außer Betrieb) | 11,2                | S. Antonio                                                   | 302 m ü. M.                     |
| Bahnhof (Strecke außer Betrieb) | 12,2                | Grono Bahnübergang                                           | 325 m ü. M.                     |
| Bahnhof (Strecke außer Betrieb) | 12,7                | Grono                                                        | 332 m ü. M.                     |
| Abzweig geradeaus und nach links (Strecke außer Betrieb) | 13,3                | Depot                                                        | Depot                           |
| Bahnhof (Strecke außer Betrieb) | 15,2                | Leggia                                                       | 340 m ü. M.                     |
| Bahnhof (Strecke außer Betrieb) | 16,2                | Cama                                                         | 351 m ü. M.                     |
| Haltepunkt / Haltestelle (Strecke außer Betrieb) | 17,6                | Piani di Verdabbio                                           | 367 m ü. M.                     |
| Haltepunkt / Haltestelle (Strecke außer Betrieb) | 18,7                | Sorte                                                        | 403 m ü. M.                     |
| Bahnhof (Strecke außer Betrieb) | 21,4                | Lostallo                                                     | 423 m ü. M.                     |
| Bahnhof (Strecke außer Betrieb) | 23,3                | Cabbiolo                                                     | 446 m ü. M.                     |
| Haltepunkt / Haltestelle (Strecke außer Betrieb) | 25,4                | Vigna                                                        | 486 m ü. M.                     |
| Tunnel (Strecke außer Betrieb) |                     | Piotta (42 m)                                                | Piotta (42 m)                   |
| Tunnel (Strecke außer Betrieb) |                     | Capella (31 m)                                               | Capella (31 m)                  |
| Bahnhof (Strecke außer Betrieb) | 28,5                | Soazza                                                       | 620 m ü. M.                     |
| Tunnel (Strecke außer Betrieb) |                     | S. Giovanni (13 m)                                           | S. Giovanni (13 m)              |
| Bahnhof (Strecke außer Betrieb) | 31,3                | Mesocco                                                      | 766 m ü. M.                     |
| |                     |                                                              |                                 |
| |                     | ehem. proj. Bernardinobahn nach Thusis (Hinterrhein-Strecke) |                                 |
| |                     |                                                              |                                 |

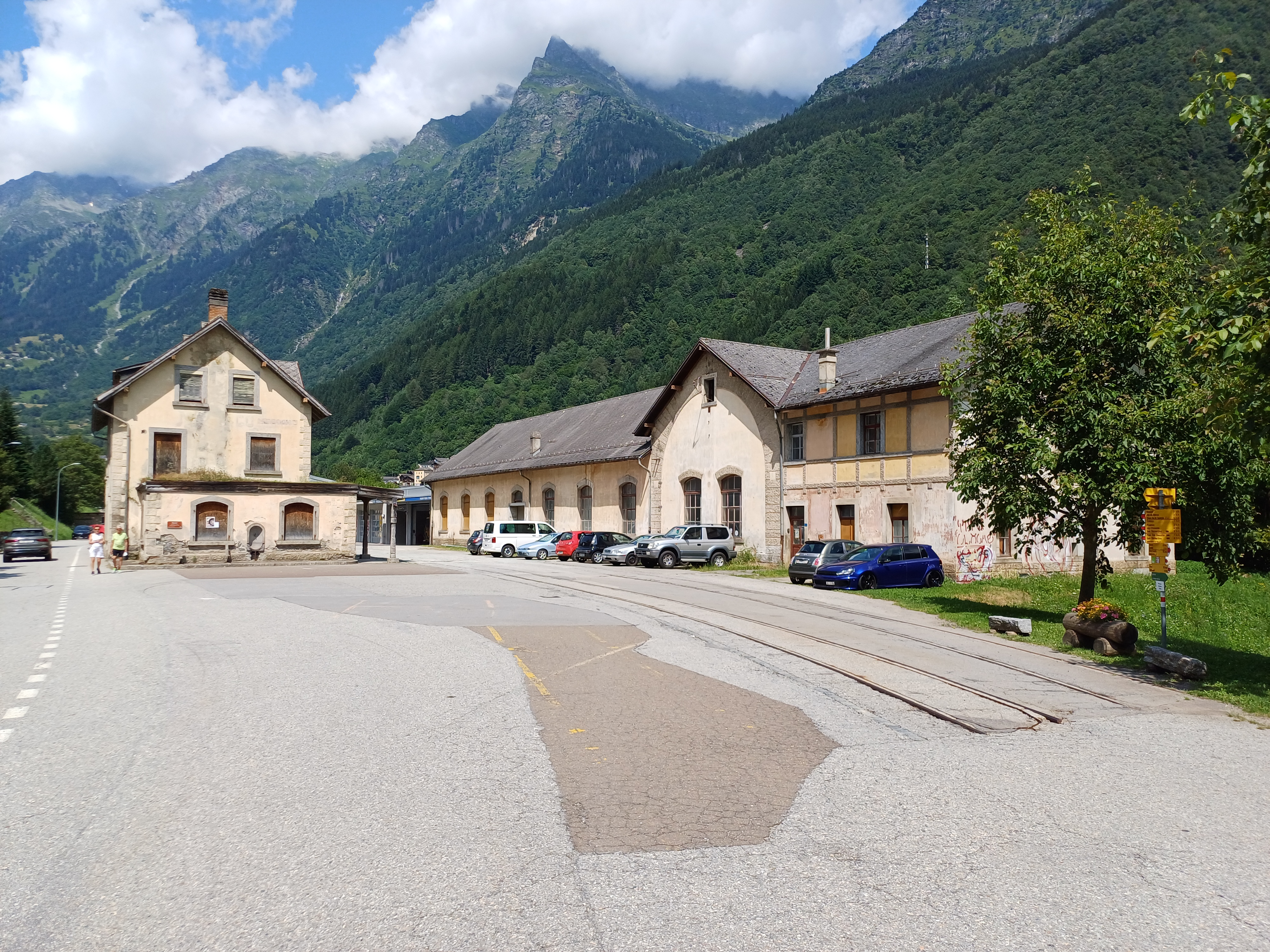
Ehem Bahnhof Mesocco mit Remise und verbliebenem Gleis (2024)

Die Bahnstrecke Bellinzona–Mesocco, auch Misoxerbahn, Misoxerlinie, Misoxerstrecke oder italienisch Ferrovia Bellinzona–Mesocco beziehungsweise Ferrovia Mesolcinese genannt, ist eine ehemalige meterspurige Schmalspurbahn in den Schweizer Kantonen Tessin und Graubünden. Die 31,3 Kilometer lange Strecke führte von der Tessiner Kantonshauptstadt Bellinzona durch die Bündner Talschaft Misox nach Mesocco.
Die Strecke wurde 1907 von der Società Ferrovia elettrica Bellinzona-Mesocco (BM) eröffnet, die 1942 in der Rhätischen Bahn (RhB) aufging. Der Personenverkehr wurde 1972, der Güterverkehr 2003 eingestellt. Bis 2013 betrieb die Società Esercizio Ferroviario Turistico (SEFT) auf einem 12,7 Kilometer langen Reststück eine Museumsbahn, die Ferrovia Mesolcinese (FM). Ein Projekt zur Aufwertung des Siedlungsgebietes von Roveredo sowie ein Ausbauprojekt des Kantons Tessin am ÖV-Knoten Castione-Arbedo führten 2014 zu einer weiteren Verkürzung der Strecke auf 3,9 Kilometer zwischen dem Bahnübergang Grono und Cama. Die Konzession für dieses Reststück wurde 2016 von der SEFT zurückgegeben.

## Geschichte

### Bellinzona-Mesocco-Bahn

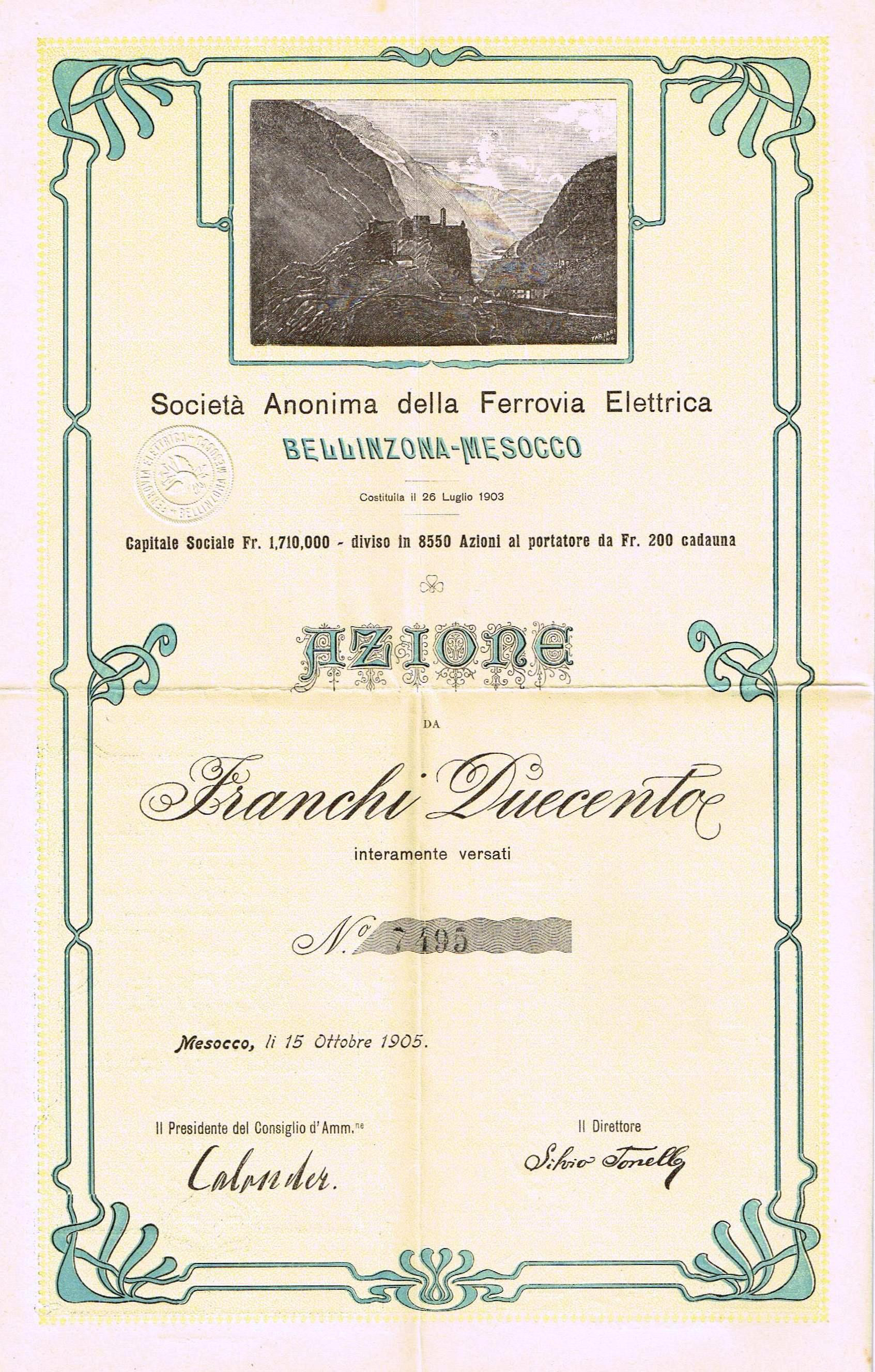
Aktie über 200 Franken der SA della Ferrovia Elettrica Bellinzona-Mesocco vom 15. Oktober 1905

Im Jahre 1895 gab es erste Planungen, das Misox mit einer vom Bahnhof Castione-Arbedo der Gotthardbahn ausgehenden Stichbahn zu erschliessen. Nachdem man zuerst an eine normalspurige Strecke dachte, fiel auf Vorschlag der Bündner die Entscheidung zugunsten einer elektrisch betriebenen Schmalspurbahn. Nachdem am 26. Juli 1903 in Lostallo die Betreibergesellschaft gegründet worden war, begannen 1905 die Bauarbeiten.
Das 21,4 Kilometer lange erste Teilstück wurde am 6. Mai 1907 dem Verkehr übergeben. Es handelte sich dabei um den Abschnitt von Bellinzona über Castione-Arbedo, dem betrieblichen Mittelpunkt der Linie, Lumino, San Vittore, Roveredo, Grono, Leggia und Cama nach Lostallo. Die 9,9 Kilometer lange Fortsetzung zwischen Lostallo und Mesocco mit Stationen in Cabbiolo und Soazza folgte knapp drei Monate später und war ab dem 31. Juli 1907 befahrbar. Die 31,3 Kilometer lange Gesamtstrecke wies drei Tunnel, 28 Brücken – darunter drei grosse Viadukte über den Fluss Moesa – sowie 18 Bahnhöfe beziehungsweise Haltestellen auf. Betriebsmittelpunkt war Castione-Arbedo, ein weiteres Depot samt Werkstätte befand sich am Endpunkt Mesocco. Die Maximalsteigung betrug 60 ‰, der kleinste Kurvenradius 80 Meter. Das bahneigene Kraftwerk Cebbia bei Mesocco versorgte die Strecke mit 1500 Volt Gleichstrom.
Mit Bundesbeschluss vom 2. Februar 1923 erteilte die Bundesversammlung gemäss Botschaft des Bundesrates vom 19. Juni 1922 die Konzession für den Bau und Betrieb einer Bahnstrecke, welche Mesocco mit der Station Thusis der Rhätischen Bahn über den San-Bernardino-Pass verbinden sollte. Dieses Projekt konnte jedoch nicht verwirklicht werden; somit blieb die hier behandelte Bahnstrecke die einzige Bündner Schmalspurbahn ohne Verbindung zum Stammnetz.

### Fusion mit der Rhätischen Bahn

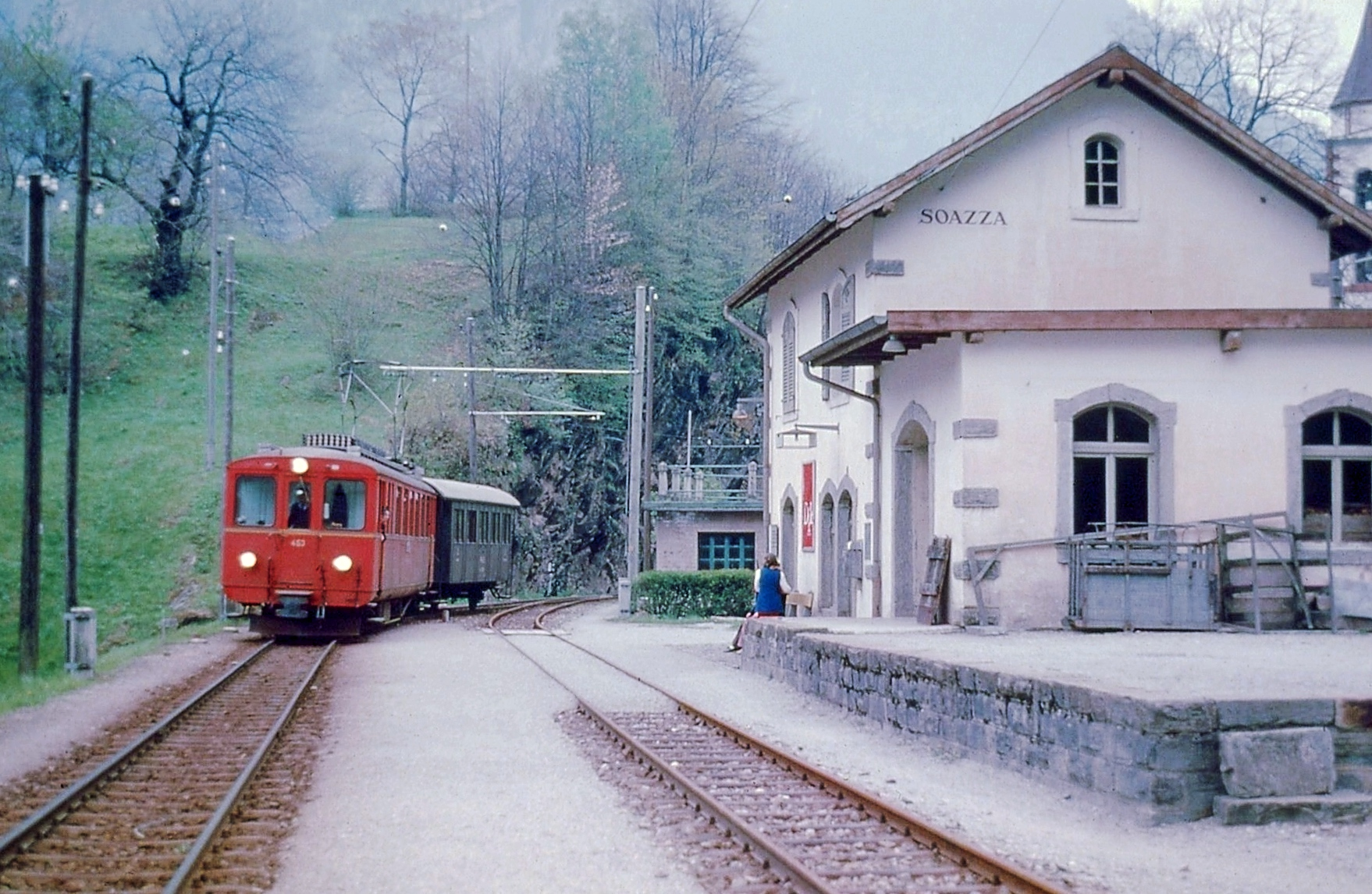
Bahnhof Soazza um 1970

Nachdem sich der Verkehr in den 1930er-Jahren unbefriedigend entwickelt hatte, fusionierte die Società Ferrovia elettrica Bellinzona–Mesocco zu Neujahr 1942 mit der Rhätischen Bahn. Diese begann umgehend mit der Modernisierung der Fahrzeuge, Gleisanlagen und Stromversorgung. 1955 wurde der Rollschemelbetrieb aufgenommen, im Bahnhof Castione-Arbedo befand sich dafür eine entsprechende Rollschemelrampe.
Nicht lösen konnte die Rhätische Bahn hingegen das Problem der peripher gelegenen Abfahrtsstelle in Bellinzona. Dort begann die Bahnstrecke nach Mesocco nicht am Bahnhof Bellinzona der SBB, sondern rund zehn Minuten Fussweg entfernt an der Piazza Mesolcina. Gleichwohl konnte am Bahnhof Castione-Arbedo direkt von und zur Gotthardbahn umgestiegen werden.
Statt weiterer Investitionen in die Bahn entschied man sich in den 1960er-Jahren dafür, die parallel verlaufende Nationalstrasse A13 als wintersichere Nord-Süd-Verbindung auszubauen. Den Strassenplanern erschien die Bahn beim Bau der A13 als Hindernis, so dass bereits 1966 erstmals diskutiert wurde, den Bahnbetrieb aufzugeben. Doch die Rhätische Bahn führte die Erneuerung weiter, bestellte 1966 sechs Leichtmetallpersonenwagen für die Misoxerbahn und bereitete die Bestellung von drei Triebwagen vor. Ein Expertenbericht war 1967 zum Schluss gekommen, dass es zweckmässiger sei, die Bahn zu erhalten. Da dieser Bericht dem zuständigen Departementschef (Verkehrsminister) missfiel, wurde ein zweiter Bericht in Auftrag gegeben. Die Rhätische Bahn musste die Bestellung der Personenwagen daraufhin abändern, statt sechs kurzer wurden fünf lange Wagen für die Arosabahn geliefert. 1969 wurde die Einstellung des Personenverkehrs durch den Bund angeordnet. Proteste aus dem Tal und eine Petition mit 5000 Unterschriften vermochten nicht, dies zu verhindern.

### Betriebseinstellung durch die Rhätische Bahn

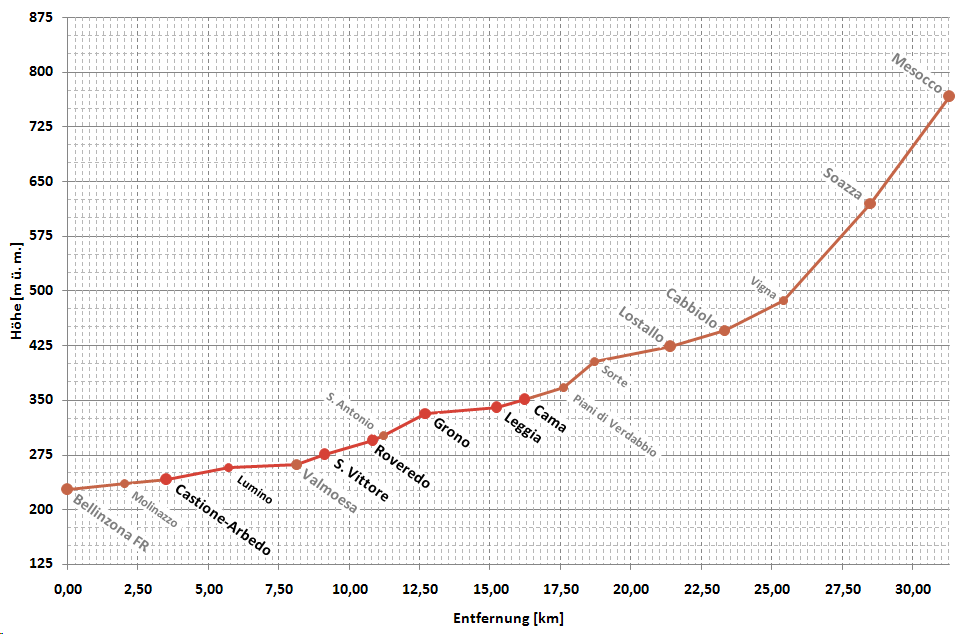
Höhenprofil der Strecke

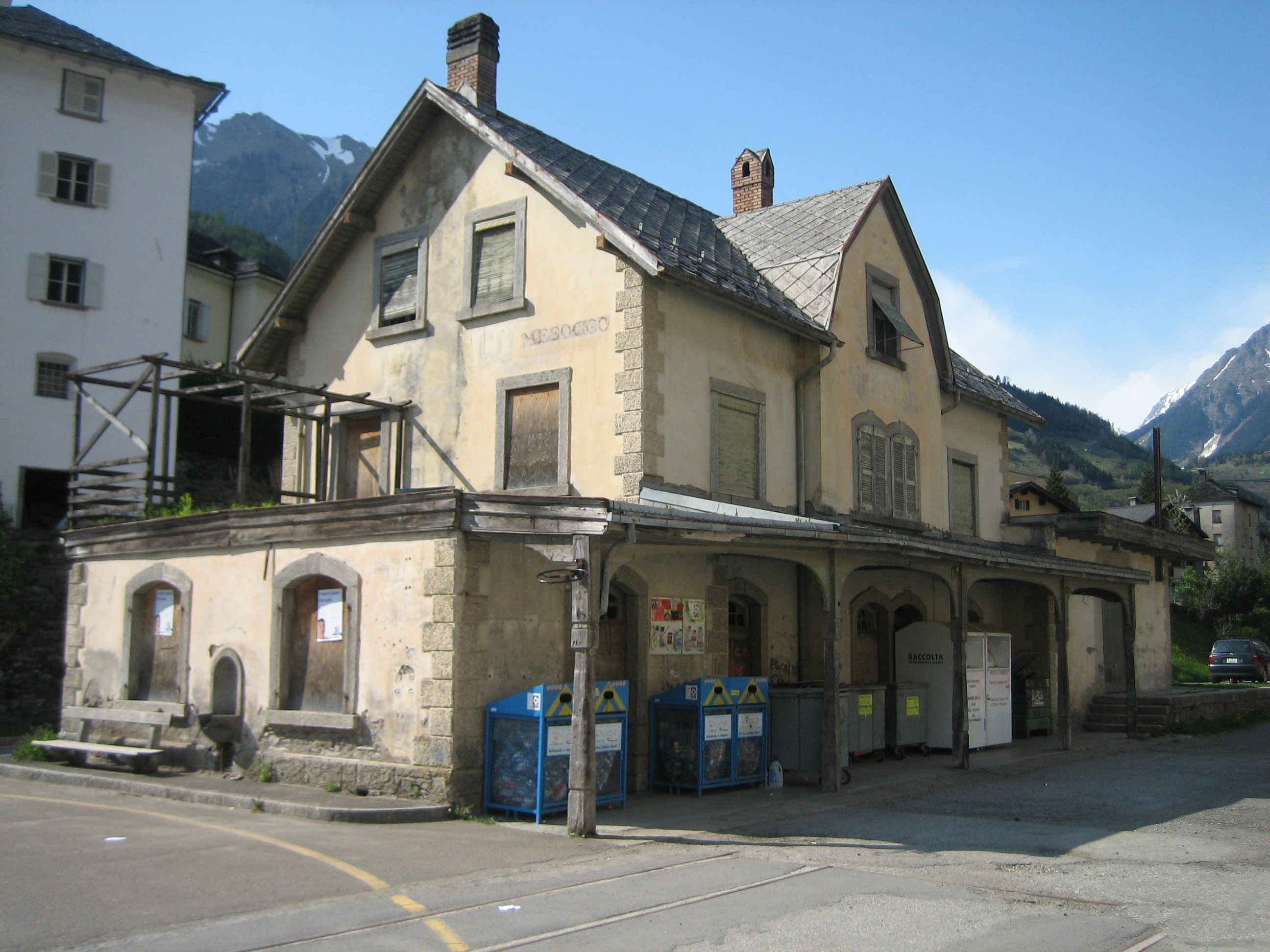
Der ehemalige Bahnhof Mesocco

Am 28. Mai 1972 wurde schliesslich der Personenverkehr auf der Misoxerbahn eingestellt. Diese Aufgabe übernahmen fortan Postautos. Ausschlaggebend hierfür war unter anderem die bessere Erschliessung des Tales durch die mittlerweile fertiggestellte A13. Die Autobusse verkehrten fortan von Thusis über den San-Bernardino-Pass oder durch den San-Bernardino-Tunnel bis nach Bellinzona.
Der Güterverkehr zwischen Castione-Arbedo und Mesocco blieb vorerst erhalten, das 3,4 Kilometer lange Teilstück zwischen Bellinzona und Castione wurde hingegen nach der Einstellung des Personenverkehrs abgebrochen. Im August 1978 beschädigten schwere Unwetter den oberen Teil der Strecke stark, was zur Stilllegung und dem Abbruch der Strecke ab Cama führte. Die zwei ältesten, in Mesocco verbliebenen Triebwagen sollten verschrottet werden, aber der Verein Pro Misoxerbahn kaufte einen davon. Dieser musste allerdings 1983 ebenfalls verschrottet werden.
1980 wurde beschlossen, ein neues, nicht elektrifiziertes Gütergleis ins Misox zu bauen. Um den Strassenbau zu vereinfachen und Grundstücke in den Dörfern zu befreien, wurde eine neue Linienführung geplant, welche die Kosten in die Höhe trieb. Der Beschluss blieb Papier, und die RhB hielt auf dem verbliebenen Reststück zwischen Castione und Cama auch weiterhin den Güterverkehr aufrecht. Als Ersatz für das frühere Depot Mesocco richtete man eine ausgediente Fabrikhalle in Grono als Werkstätte ein. Die Schliessung der Val-Moesa-Werke (Monteforno SA/Von Roll), dem grössten Industriebetrieb im Tal und wichtigsten Auftraggeber für Gütertransporte, bedeutete 1987 das endgültige Aus für den Planbetrieb. Die verbleibenden, immer spärlicher werdenden Gütertransporte rechtfertigten schliesslich die Kosten der Strecke nicht mehr. Zu Silvester 2003 wurden Strecke und Konzessionen (Infrastrukturkonzession und Personenbeförderungskonzession) auf die Società Esercizio Ferroviario Turistico (SEFT), einen im Handelsregister eingetragenen Verein, übertragen, der hier schon seit 1995 einen touristischen Museumsbetrieb durchführte. Die Fahrzeuge wurden mit Ferrovia Mesolcinese beschriftet.

### Museumsbahnbetrieb durch die SEFT
An der Strecke hat sich während des Betriebes durch die SEFT wenig verändert. Die Fahrzeuge wurden in der Remise bei Grono gewartet. Als Betriebszentrum fungierten die grosszügigen Bahnanlagen von Castione-Arbedo, wo die Triebwagen und Wagen der Ferrovia Mesolcinese abgestellt wurden. Die Strecke Castione–Cama war elektrisch befahrbar; planmässige Züge verkehrten an Sonntagen von Juli bis Oktober. In den Jahren 2009/2010 gab es durch den Umbau des Bahnhofs der SBB in Castione-Arbedo, unter anderem durch den Abriss des bisherigen Aufnahmegebäudes und den Rückbau einiger Meterspurgleise, eine grössere Veränderung. Zu einer angedachten Verlegung der Abfahrtsstelle an das Streckengleis jenseits der Hauptstrasse kam es angesichts der Einstellung des Museumsbetriebs Ende 2013 letztlich nicht mehr.
Die SEFT auf der Misoxer Bahn arbeitete mit einem Budget von 50'000 Schweizer Franken kostendeckend. Den Fahrbetrieb stellten rund zehn Mitarbeiter sicher. Im Jahr 2011 wurden 2585 Personen befördert.

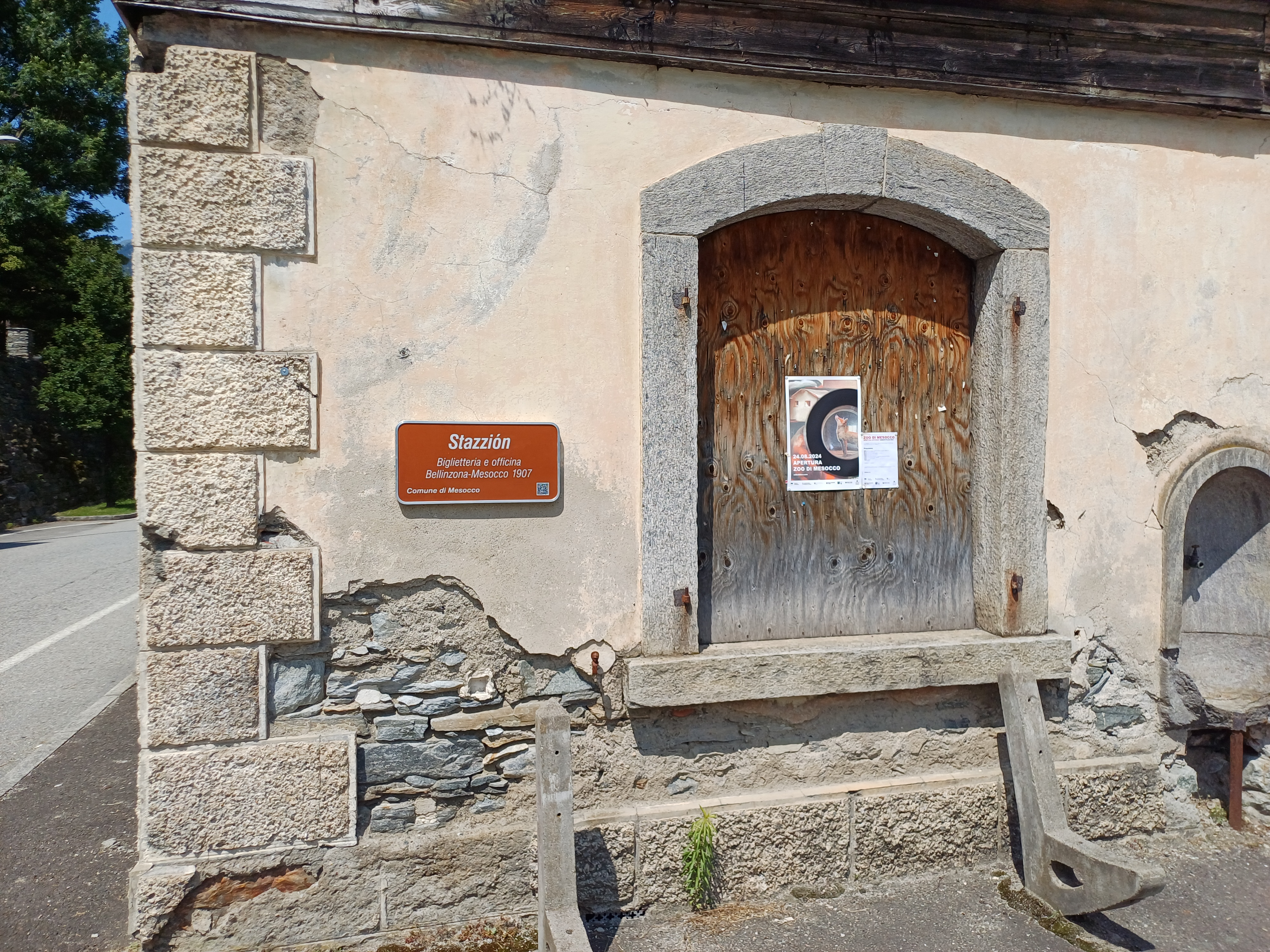
Ehemaliger Fahrkartenschalter vom Bahnhof Mesocco (2024)

### Einstellung des Museumsbahnbetriebs
Die Gemeinde Roveredo verlangte die Entfernung der Gleise, um die Umgestaltung des Ortskerns zu ermöglichen. Die bisher von Autobahn und Bahnstrecke in der Mitte geteilte Ortschaft sollte ein neues Zentrum erhalten. Die Sanierung der Eisenbahnunterführung wäre dabei mit grossen Kosten oder aufwändigen Umbaumassnahmen verbunden gewesen.
Im Dezember 2013 wurde der Betrieb eingestellt, da die Personenbeförderungskonzession per 14. Dezember 2013 auslief und der Kanton Graubünden beim Bund den Widerruf der bis Ende 2020 gültigen Infrastrukturkonzession beantragt hatte. Die Bahn ist mittlerweile über weite Strecken abgebaut. Es wurde überlegt, in Grono ein Museum einzurichten. Das ist aber gescheitert, weil die für die Fahrzeuge genutzte Halle 2021 geräumt werden musste.

## Fahrzeugpark

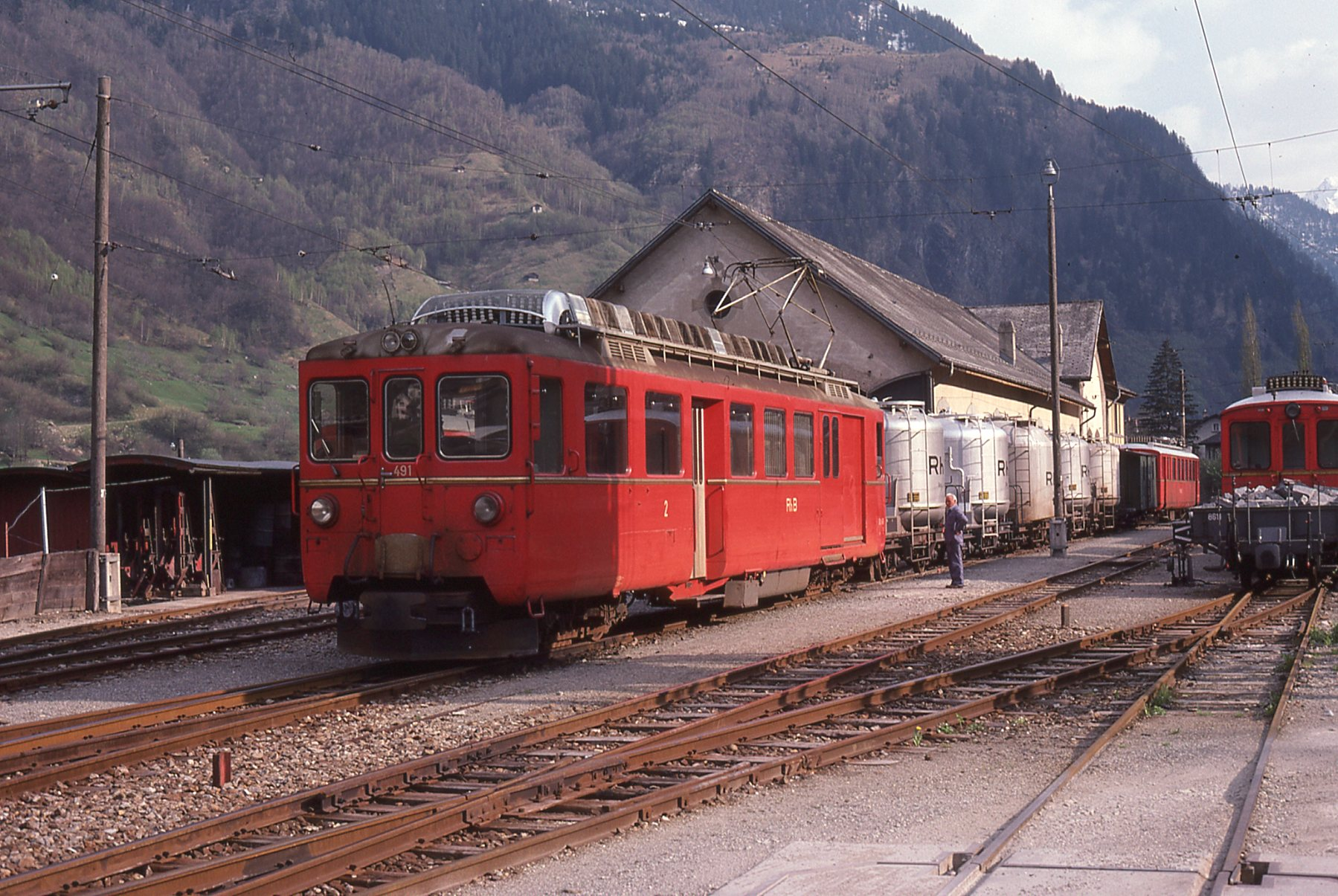
BDe 4/4 491 rangiert Güterwagen in Mesocco (1977)

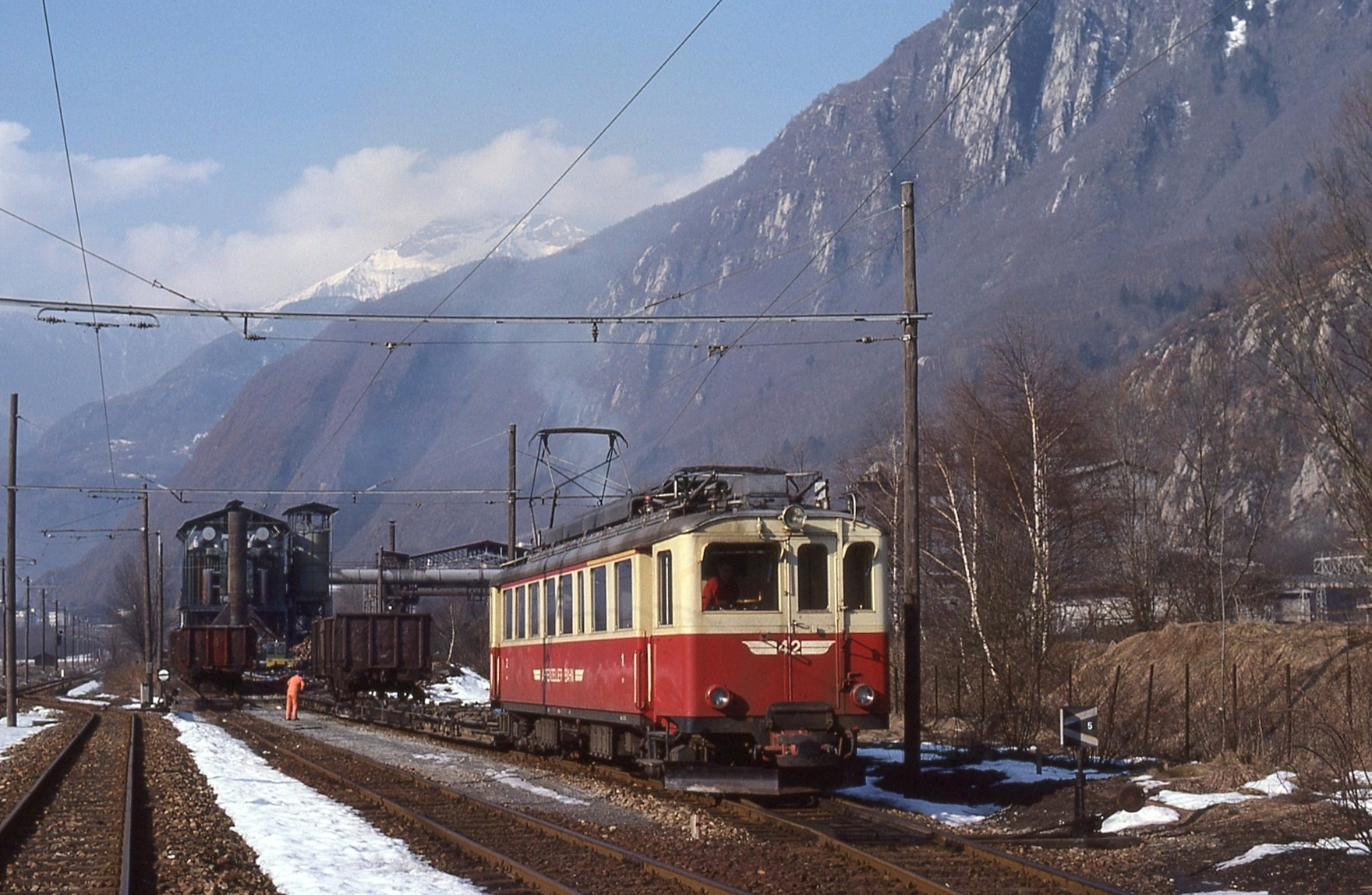
Triebwagen 42 rangiert in den 1980er-Jahren Rollschemel beim Valmoesa-Stahlwerk

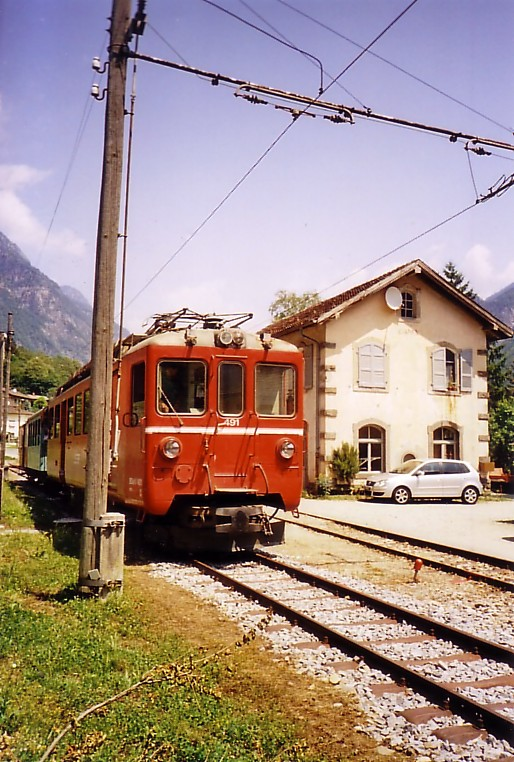
Triebwagen BDe 4/4 491 der Ferrovia Mesolcinese in Cama (2006)

### Bellinzona-Mesocco-Bahn zwischen 1907 und 1942
Zur Eröffnung der Bahnstrecke Bellinzona–Mesocco wurden 1907 drei Triebwagen des Typs BCe 4/4 in Betrieb genommen. Die Wagen erhielten die Betriebsnummern 1 bis 3 und wurden fortan auf der gesamten Linie eingesetzt. Zwei baugleiche Fahrzeuge mit den Nummern 4 und 5 folgten 1909. Für den Güterverkehr wurde ein Gepäcktriebwagen Fe 4/4, Betriebsnummer 501, beschafft. Der wagenbauliche Teil aller sechs Triebwagen stammte von der Waggonfabrik Ringhoffer in Prag, der elektrische Teil von der Maschinenfabrik Rieter in Winterthur-Töss, die auch als Generalunternehmer für den Bahnbau als Ganzes verantwortlich zeichnete.

### Rhätische Bahn zwischen 1942 und 2003
Nach der Fusion nummerierte die Rhätische Bahn die Triebwagen der BM zu 451–455 respektive 471 um und modernisierte sie. Zur Verjüngung des Fahrzeugbestandes stellte sie 1957 den Triebwagen BDe 4/4 491 in Dienst. Als Aushilfe waren auch die beiden ABDe 4/4 483 und 484 der Arosabahn gelegentlich im Misox zu sehen. 1969 wurden drei Triebwagen (451, 455, 471) bei Kollisionen beschädigt. Als Ersatz mietete die Rhätische Bahn von der Appenzeller Bahn (AB) den ABe 4/4 41, Baujahr 1933, bis 1972. Nach dem Unwetter 1978 brach die Rhätische Bahn den ABDe 4/4 452 ab und verkaufte 453; 454 wurde auf der Strasse auf den unteren Streckenteil gebracht, wo er fortan als Reserve für den BDe 4/4 491 diente, welcher bis 2003 die Hauptlast des verbliebenen Verkehrs trug. Für eine Revision gelangte 491 1980 nach Landquart, in dieser Zeit wurde er durch den ABe 4/4 42 der Appenzeller Bahn ersetzt. 1987 wurde dieser Triebwagen von der Rhätischen Bahn langfristig angemietet und mit der Aufschrift Ferrovia retica versehen, worauf 454 ausrangiert werden konnte, aber erhalten blieb.

### Ferrovia Mesolcinese seit 2003
Mit dem Übergang der Strecke überschrieb die Rhätische Bahn auch das komplette Rollmaterial der Strecke (Triebwagen 42 und 491 und einige Personenwagen) an die Ferrovia Mesolcinese. Zusätzlich erwarb diese auch den zweiten «Appenzeller». Später fanden auch andere Schweizer Schmalspurfahrzeuge hier eine neue Heimat. Zunächst verfügte die Ferrovia Mesolcinese über folgende Triebwagen, zum Teil wurden diese inzwischen abgebrochen (gegebenenfalls vermerkt):
- Nummer 1–2, früher AB ABe 4/4 41–42
- Nummer 3, früher FLP ABe 4/4 3, Abbruch 2007 nach Unfall, Teile nach Agno
- Nummer 4, früher RhB ABDe 4/4 454, Original-BM-Triebwagen, in schlechtem Zustand, betriebsunfähig, Abbruch 22. März 2011
- Nummer 5, früher BA ABe 4/4 5
- Nummer 6, früher RhB BDe 4/4 491

### Weiterer Verbleib
Am 27. April 2021 wurde der RhB BDe 4/4 491 mit einem Strassentieflader von Grono via San Bernardino nach Landquart transportiert. In der RhB-Hauptwerkstätte Landquart wurde er bis Ende Mai 2021 restauriert. Ab Mitte Juni 2021 erhält der Triebwagen vor dem Bahnmuseum Albula in Bergün/Bravuogn einen neuen Standort und erinnert dort als «Grotto 491» an die Ferrovia Mesolcinese.
Der ABe 4/4 Nr. 5 befindet sich seit August 2021 im WAGI Museum Schlieren.
Personenwagen B 51 steht in Winterthur als Café-Bar im ehemaligen Gelände der ehemaligen Schweizerischen Lokomotiv- und Maschinenfabrik. Der B 52 wurde von der Brohltalbahn in Deutschland erworben.